# 农业的内卷化：印度尼西亚生态变迁的过程
《农业的内卷化：印度尼西亚生态变迁的过程》是美国文化人类学家克利福德·格爾茨最富盛名的早期作品之一。其主要论点为，印度尼西亚许多世纪以来稻作的强化产生了更多是社会的复杂性，而不是技术或者政治的变革，这一过程也被作者称为“内卷化”（英語：Involution，也译为过密化）。“内卷化”理论被引入到中国农村研究后，收获了极大的关注，并被引申到不同的领域，成为中国社会学研究所使用的高频术语之一。

## 内容
本书采取了沃尔特·惠特曼·罗斯托的现代化理论，描述了印度尼西亚农业的两种形式，分别为稻作与火种，二者分布迥异。水稻耕种主要分布在生活着印度尼西亚四分之三人口的爪哇和巴厘，而火种多分布在这些地区以外的次中心地带。后者看似落後，但在荷兰殖民者手中藉由培育高附加值作物，发展出了高效的出口农业，并呈现资本密集型方向特征，多數赤貧財富集中少數人，而前者却也因为荷兰统治者的外部压力和人口增长导致的内部压力，无法向外拓展，只能不断加强水稻种植技術，藉由吸收上述無業底層，增加水稻种植的人口数量，依然保持劳动密集型的经济特点。 
基于以上观察，克利福德·格爾茨在本书中提出了“农业的内卷化”这一概念，以形容这种“长期停留在一种简单重复、没有进步的轮回状态”。在书中，格尔茨称内卷化的概念来自于美国人类学家亚历山大·古登威泽尔，原意为某文化达到某最终形态后，无法突破稳定，也无法转变为新的形态，只能使自己在内部競爭，更加使問題复杂化。 
第二次世界大战之后的民族独立未有带来印度尼西亚的快速发展，作者认为印度尼西亚的农业体系是其深层原因。殖民体系只是被以给外国公司合同外包的形式取代了，精英阶层继续了旧有的体系，人口涌入导致了没有工业化的城市，最终带来的只不过是共同分担贫困（英語：shared poverty）的模式从农村农业拓展到城市中。跨国公司通过开采国家资源控制贫困人口，同时也提升了精英的权势，使得贫苦民众生活更难以受到制度保障，经济的增长也无益于大众。

## 评价
本书内容是克利福德·格爾茨作品中最具政治争议性的，因其隶属于一项受到CIA资助的麻省理工学院项目，该项目的主要的目的是研究印度尼西亚当地的发展。但大卫·普莱斯对其采访中，格爾茨称自己未被卷入计划的政治一面当中。克利福德·格爾茨在自己职业生涯的晚期反思道，这本书成为了一个“孤儿”，广受阅读和批评，而这些意见却未有提及自己更多的工作。

## 延伸
杜赞奇在《文化、权力与国家——1900-1942年的华北农村》（Culture, Power, and the State: Rural North China, 1900-1942）中引用该概念到中国农村社会发展分析，并提出“国家政权内卷化”（State Involution）。然而此定义遭到李怀印、张佩国等学者的反驳，并强调华北村落存在自律性。
“内卷化”概念因为1985年黄宗智所著《华北的小农经济与社会变迁》而开始在中国农村研究中受到关注，他用经济学的边际效益递减来解释内卷化现象。此外，相关分析已拓展到国有企业分析、城市研究、学术研究、教育发展、法律诉讼、民主发展、制度创新等不同领域，成为了中国社会学研究中影响较广、提及频率较高的概念之一。